# Tanja Morel
Tanja Morel (Zúrich, 4 de octubre de 1975) es una deportista suiza que compitió en skeleton. Ganó dos medallas en el Campeonato Mundial de Skeleton, en los años 2003 y 2006.

## Palmarés internacional
| Campeonato Europeo | Campeonato Europeo   | Campeonato Europeo | Campeonato Europeo |
| Año                | Lugar                | Medalla            | Prueba             |
| ------------------ | -------------------- | ------------------ | ------------------ |
| 2003               | Sankt Moritz (Suiza) | Medalla de bronce  | Individual         |
| 2006               | Sankt Moritz (Suiza) | Medalla de bronce  | Individual         |